# Фридланд (Доња Саксонија)
Фридланд (њем. Friedland) општина је у њемачкој савезној држави Доња Саксонија. Једно је од 29 општинских средишта округа Гетинген. Према процјени из 2010. у општини је живјело 10.726 становника. Посједује регионалну шифру (AGS) 3152009.

## Географски и демографски подаци
Фридланд се налази у савезној држави Доња Саксонија у округу Гетинген. Општина се налази на надморској висини од 181 метра. Површина општине износи 75,7 km². У самом мјесту је, према процјени из 2010. године, живјело 10.726 становника. Просјечна густина становништва износи 142 становника/km².

## Међународна сарадња
| Мјесто | Држава    | Врста сарадње | Од    |
| ------ | --------- | ------------- | ----- |
| Удон   | Француска | партнерство   | 1973. |
| Извор  |           |               |       |